# Triodia scariosa
Triodia scariosa är en gräsart som beskrevs av Nancy Tyson Burbidge. Triodia scariosa ingår i släktet Triodia och familjen gräs. Inga underarter finns listade i Catalogue of Life.